# Audeux
Pour l’article ayant un titre homophone, voir O2.
Pour le cours d'eau, voir Audeux (rivière).
Audeux (prononcé [odø]) est une commune française située dans le département du Doubs, la région culturelle et historique de Franche-Comté et la région administrative Bourgogne-Franche-Comté. Membre de la communauté urbaine Grand Besançon Métropole et distante d'une douzaine de kilomètres du centre-ville de Besançon, elle comptait 422 habitants nommés Audelais et Audelaises en 2022.

## Géographie
Audeux est un petit village situé dans le département du Doubs, la région culturelle et historique de Franche-Comté et la région administrative Bourgogne-Franche-Comté. Le village est situé à proximité de Recologne, de Placey et de Noironte, il se situe également à environ 15 km de Besançon. Il est longé à l'est par le ruisseau de Noironte.

### Climat
Pour des articles plus généraux, voir Climat de la Bourgogne-Franche-Comté et Climat du Doubs.
En 2010, le climat de la commune est de type climat des marges montargnardes, selon une étude du Centre national de la recherche scientifique s'appuyant sur une série de données couvrant la période 1971-2000. En 2020, Météo-France publie une typologie des climats de la France métropolitaine dans laquelle la commune est exposée à un climat semi-continental et est dans la région climatique Jura, caractérisée par une forte pluviométrie en toutes saisons (1 000 à 1 500 mm/an), des hivers rigoureux et un ensoleillement médiocre.
Pour la période 1971-2000, la température annuelle moyenne est de 10,5 °C, avec une amplitude thermique annuelle de 17,3 °C. Le cumul annuel moyen de précipitations est de 1 048 mm, avec 12,9 jours de précipitations en janvier et 9,2 jours en juillet. Pour la période 1991-2020, la température moyenne annuelle observée sur la station météorologique de Météo-France la plus proche, « Dannemarie-sur-Crète », sur la commune de Dannemarie-sur-Crète à 6 km à vol d'oiseau, est de 11,3 °C et le cumul annuel moyen de précipitations est de 1 066,6 mm. 
La température maximale relevée sur cette station est de 39,9 °C, atteinte le 25 juillet 2019 ; la température minimale est de −22 °C, atteinte le 9 janvier 1985,,.
Les paramètres climatiques de la commune ont été estimés pour le milieu du siècle (2041-2070) selon différents scénarios d'émission de gaz à effet de serre à partir des nouvelles projections climatiques de référence DRIAS-2020. Ils sont consultables sur un site dédié publié par Météo-France en novembre 2022.

## Urbanisme

### Typologie
Au 1er janvier 2024, Audeux est catégorisée commune rurale à habitat dispersé, selon la nouvelle grille communale de densité à 7 niveaux définie par l'Insee en 2022.
Elle est située hors unité urbaine. Par ailleurs la commune fait partie de l'aire d'attraction de Besançon, dont elle est une commune de la couronne,. Cette aire, qui regroupe 310 communes, est catégorisée dans les aires de 200 000 à moins de 700 000 habitants,.

### Occupation des sols
L'occupation des sols de la commune, telle qu'elle ressort de la base de données européenne d’occupation biophysique des sols Corine Land Cover (CLC), est marquée par l'importance des territoires agricoles (79,4 % en 2018), en diminution par rapport à 1990 (81 %). La répartition détaillée en 2018 est la suivante : 
terres arables (38,8 %), zones agricoles hétérogènes (35,8 %), zones urbanisées (20,5 %), prairies (4,8 %), forêts (0,1 %). L'évolution de l’occupation des sols de la commune et de ses infrastructures peut être observée sur les différentes représentations cartographiques du territoire : la carte de Cassini (XVIIIe siècle), la carte d'état-major (1820-1866) et les cartes ou photos aériennes de l'IGN pour la période actuelle (1950 à aujourd'hui).

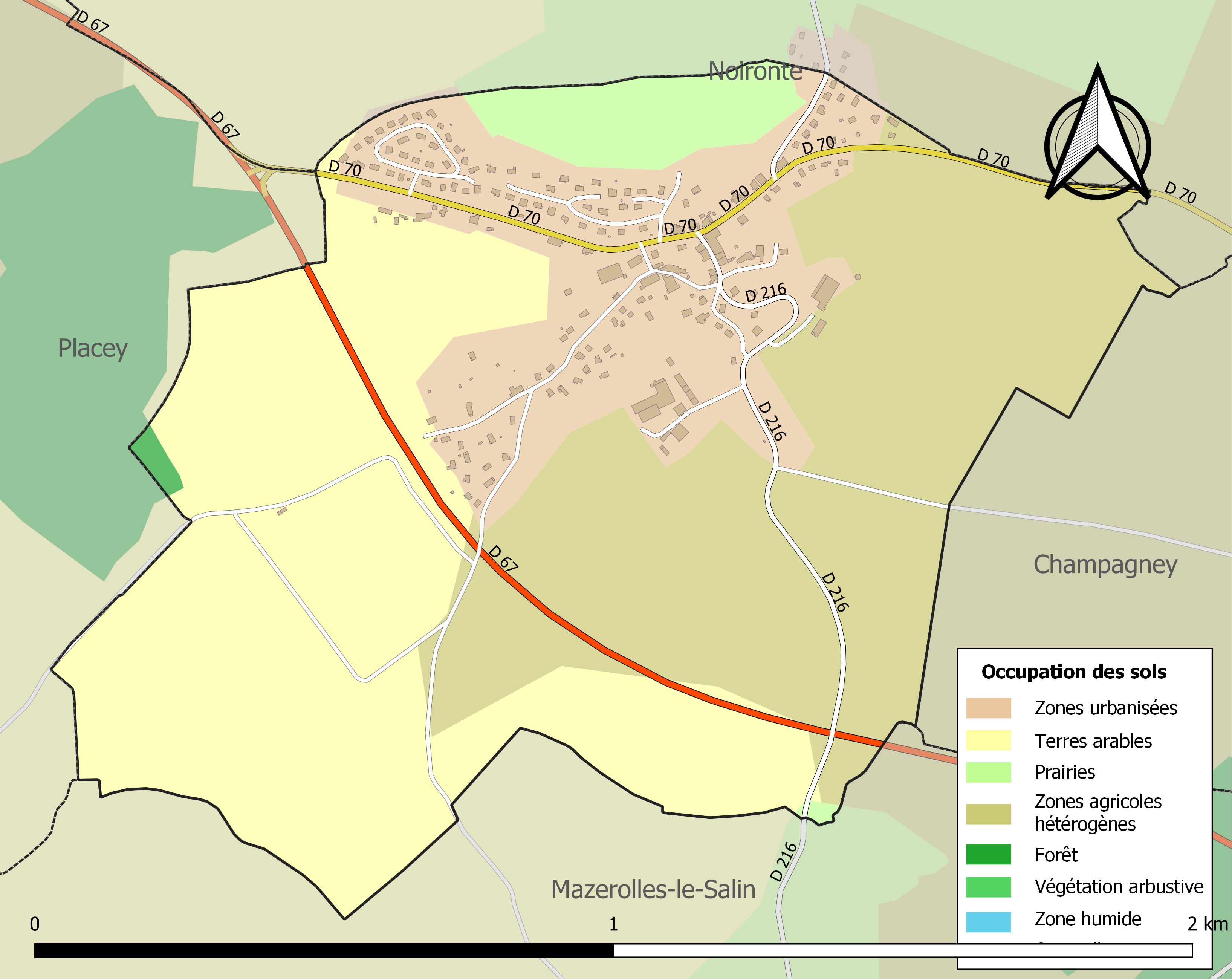
Carte des infrastructures et de l'occupation des sols de la commune en 2018 (CLC).

## Toponymie
Le nom de la localité est attesté sous les formes Aduye en 1141 ; Adoya en 1178 ; Adoia au XIIIe siècle ; Audus en 1275 ; Audue en 1403 ; Audeul au XVe siècle.
Il s'agit d'une formation toponymique germanique basée sur deux éléments : Aud(e)- représente l’anthroponyme germanique Ado (ou plutôt Addo, ce qui expliquerait le maintien de l'occlusive sonore [d]), les formes anciennes étant en Ad- jusqu'au XIIIe siècle, Aud- n'aparaissant qu’à la fin de ce même siècle. Le second élément, -eux, résulte d'une évolution de l'appellatif germanique auja (comprendre *aujō) > -oya > -uye > *-u(i)e, ultérieurement altéré en -eux. L'appellatif germanique *aujō (auja) signifie « terrain humide », mais aussi à l'origine « île » (parent par l'indo-européen du latin aqua > eau). On le retrouve dans Oye-Plage (Pas-de-Calais, Ogia au VIIIe siècle) et sans doute dans Oye-et-Pallet, autre commune du Doubs (Oiæ en 1228. Cette forme latinisée, au datif ou génitif, est identique à la forme Ad-oia relevée à la même époque).

## Histoire
La paroisse d’Audeux est attestée depuis le XIIe siècle et possédait à l'époque un château, aujourd'hui disparu. C'est à la même époque que fut érigée l'église, en forme de croix. Elle fut placée sous le patronage de saint Martin. À part l'école, la mairie et la bibliothèque, on peut voir la fontaine-lavoir-abreuvoir, construite en 1844. À noter qu'il existe une grotte, ainsi qu'un cours d'eau souterrain.

## Transport
La commune est desservie par la ligne  62  du réseau de transport en commun Ginko.

## Politique et administration

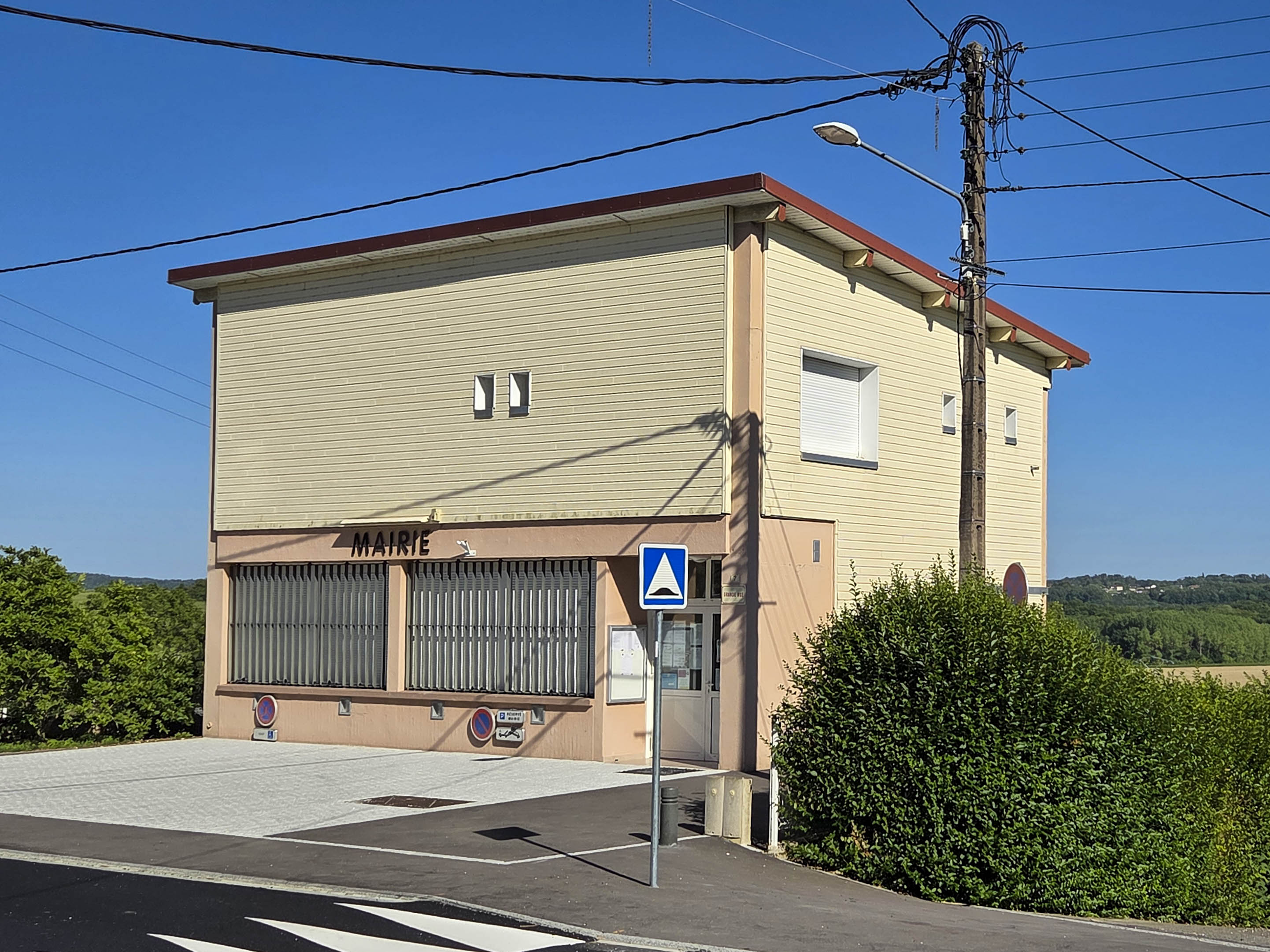
La mairie.

| Période                                  | Période  | Identité          | Étiquette | Qualité                   |
| ---------------------------------------- | -------- | ----------------- | --------- | ------------------------- |
| 1983                                     | 2014     | Hugues Binétruy   |           | Fonctionnaire territorial |
| 2014                                     | 2024     | Françoise Galliou | DVG       |                           |
| 2024                                     | En cours | Agnès Bourgeois   |           |                           |
| Les données manquantes sont à compléter. |          |                   |           |                           |

## Population et société

### Démographie
Les habitants sont nomméés les Audelais et les habitantes les Audelaises.
L'évolution du nombre d'habitants est connue à travers les recensements de la population effectués dans la commune depuis 1793. Pour les communes de moins de 10 000 habitants, une enquête de recensement portant sur toute la population est réalisée tous les cinq ans, les populations de référence des années intermédiaires étant quant à elles estimées par interpolation ou extrapolation. Pour la commune, le premier recensement exhaustif entrant dans le cadre du nouveau dispositif a été réalisé en 2007.

En 2022, la commune comptait 422 habitants, en évolution de −2,31 % par rapport à 2016 (Doubs : +1,88 %, France hors Mayotte : +2,11 %).
| 1793 | 1800 | 1806 | 1821 | 1831 | 1836 | 1841 | 1846 | 1851 |
| ---- | ---- | ---- | ---- | ---- | ---- | ---- | ---- | ---- |
| 145  | 158  | 177  | 135  | 160  | 204  | 218  | 210  | 191  |

| 1856 | 1861 | 1866 | 1872 | 1876 | 1881 | 1886 | 1891 | 1896 |
| ---- | ---- | ---- | ---- | ---- | ---- | ---- | ---- | ---- |
| 145  | 151  | 145  | 138  | 131  | 136  | 145  | 127  | 116  |

| 1901 | 1906 | 1911 | 1921 | 1926 | 1931 | 1936 | 1946 | 1954 |
| ---- | ---- | ---- | ---- | ---- | ---- | ---- | ---- | ---- |
| 127  | 127  | 127  | 112  | 94   | 100  | 104  | 95   | 105  |

| 1962 | 1968 | 1975 | 1982 | 1990 | 1999 | 2006 | 2007 | 2012 |
| ---- | ---- | ---- | ---- | ---- | ---- | ---- | ---- | ---- |
| 117  | 149  | 198  | 314  | 320  | 331  | 428  | 442  | 433  |

| 2017 | 2022 | - | - | - | - | - | - | - |
| ---- | ---- | - | - | - | - | - | - | - |
| 433  | 422  | - | - | - | - | - | - | - |

### Médias et numérique
Le quotidien régional L'Est républicain relate les actualités de la commune dans son édition locale de Besançon. La chaîne de télévision France 3 Franche-Comté et la station de radio France Bleu Besançon relaient les informations locales.

### Cultes
Les Audelais disposent d'un seul lieu de culte de confession catholique, l'église Saint-Martin. Au sein du diocèse de Besançon, le doyenné de Banlieue - Val de l'Ognon regroupe six paroisses dont celle des Rives de l'Ognon à laquelle appartient Audeux. Pour les autres confessions, les lieux de cultes les plus proches (mosquées, synagogue, temple) sont tous situés à Besançon.

## Culture locale et patrimoine

### Lieux et monuments
- L'église Saint-Martin, datant du XVIIIe siècle.
- La fontaine-lavoir située dans le bas du village où se trouvent aussi les restes d'un ancien mur médiéval.
- L'école.
- La mairie.

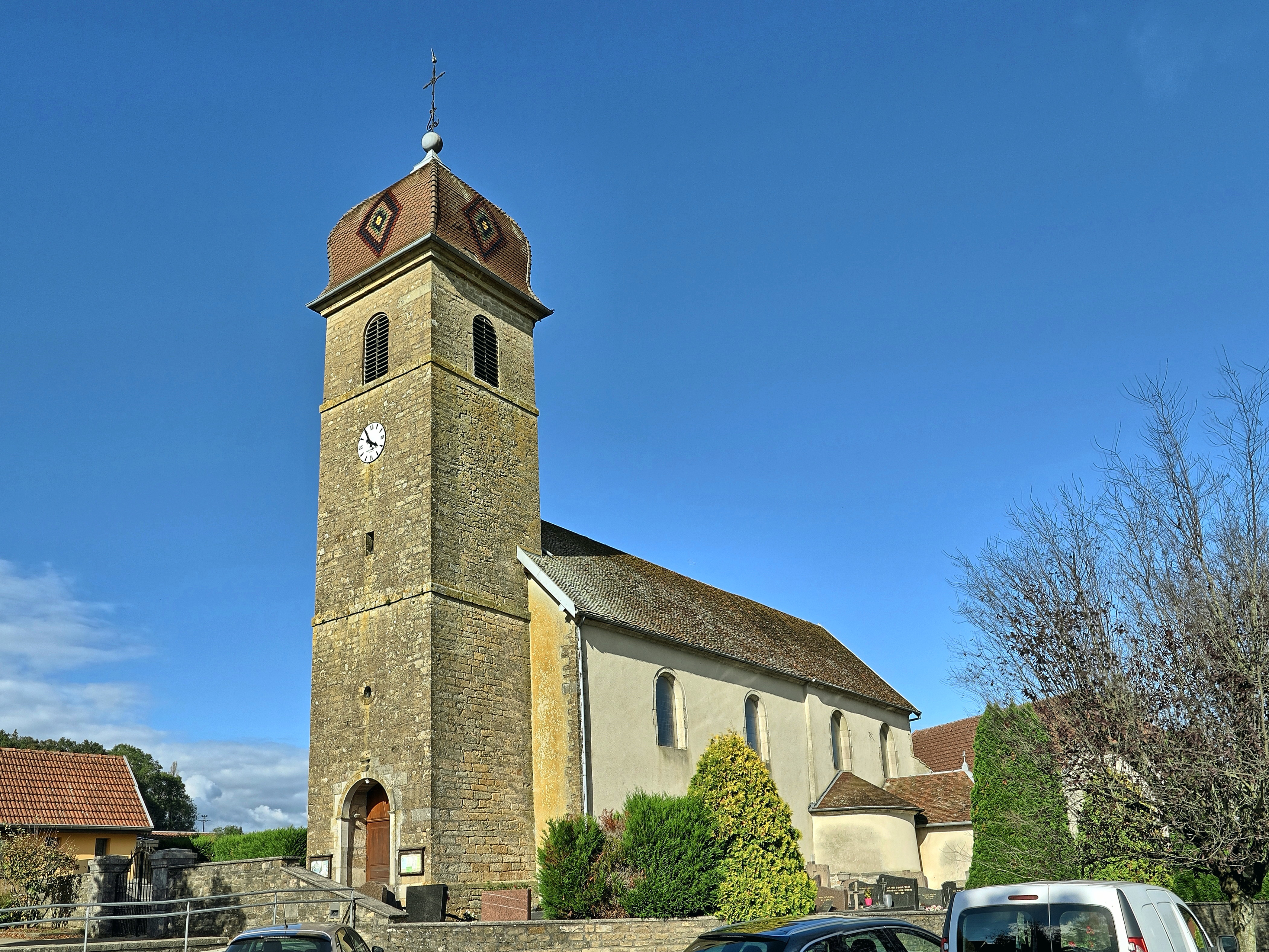
L'église.
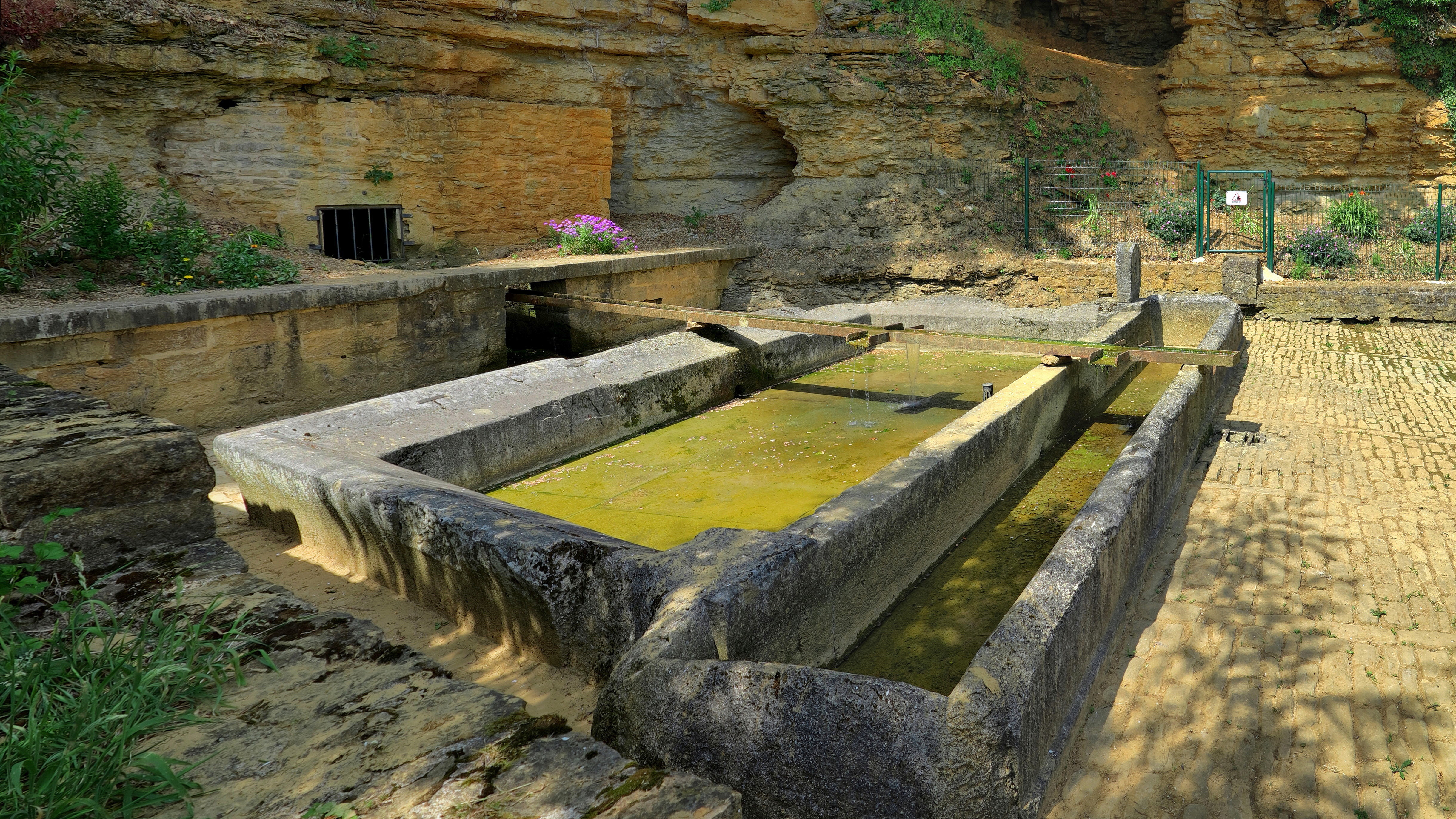
La fontaine-lavoir.
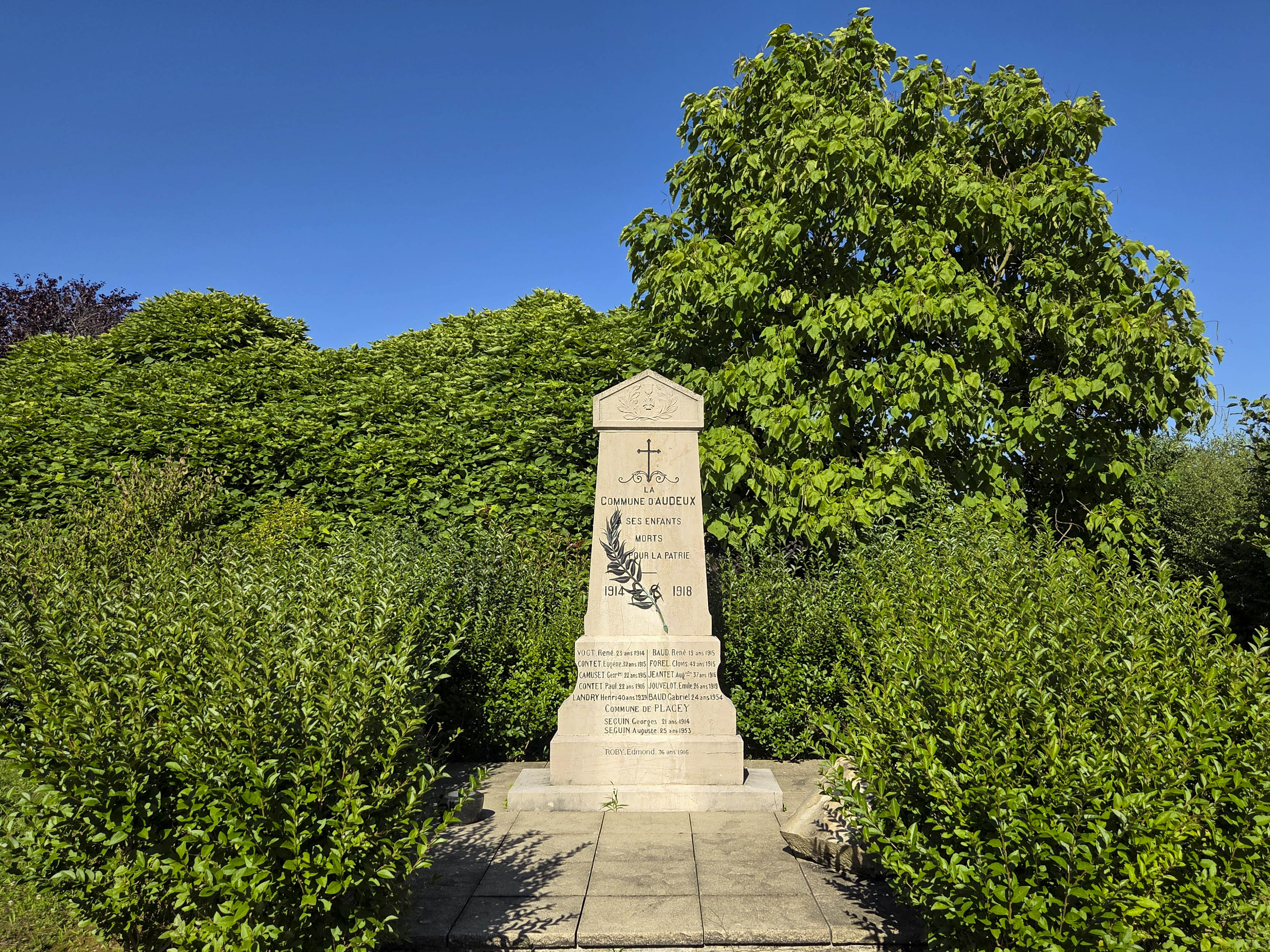
Le monument aux morts.